# Travis Dermott
Travis Dermott, född 22 december 1996, är en kanadensisk professionell ishockeyback som spelar för Vancouver Canucks i NHL.
Han har tidigare spelat på NHL-nivå för Toronto Maple Leafs och på lägre nivåer för Toronto Marlies i AHL och Erie Otters i OHL.
Dermott draftades i andra rundan i 2015 års draft av Toronto Maple Leafs som 34:e spelare totalt.
2018 vann han Calder Cup med Toronto Marlies i AHL, klubbens första seger någonsin.

## Statistik
| 2011–12    | York Simcoe Express  | ETA        | 19  | 2  | 7  | 9   | 12  | —  | — | —  | —  | —  |
| 2012–13    | Newmarket Hurricanes | OJHL       | 53  | 1  | 14 | 15  | 24  | 24 | 4 | 11 | 15 | 14 |
| 2013–14    | Erie Otters          | OHL        | 67  | 3  | 25 | 28  | 45  | 14 | 0 | 5  | 5  | 8  |
| 2014–15    | Erie Otters          | OHL        | 61  | 8  | 37 | 45  | 53  | 20 | 5 | 12 | 17 | 22 |
| 2015–16    | Erie Otters          | OHL        | 51  | 6  | 37 | 43  | 65  | 13 | 3 | 11 | 14 | 14 |
|            | Toronto Marlies      | AHL        | —   | —  | —  | —   | —   | 1  | 0 | 0  | 0  | 0  |
| 2016–17    | Toronto Marlies      | AHL        | 59  | 5  | 19 | 24  | 60  | 11 | 1 | 4  | 5  | 2  |
| 2017–18    | Toronto Maple Leafs  | NHL        | 37  | 1  | 12 | 13  | 8   | 7  | 1 | 0  | 1  | 2  |
|            | Toronto Marlies      | AHL        | 28  | 2  | 16 | 18  | 34  | 14 | 1 | 3  | 4  | 18 |
| 2018–19    | Toronto Maple Leafs  | NHL        | —   | —  | —  | —   | —   | —  | — | —  | —  | —  |
| NHL totalt | NHL totalt           | NHL totalt | 37  | 1  | 12 | 13  | 8   | 7  | 1 | 0  | 1  | 2  |
| AHL totalt | AHL totalt           | AHL totalt | 85  | 7  | 34 | 41  | 94  | 26 | 2 | 7  | 9  | 20 |
| OHL totalt | OHL totalt           | OHL totalt | 179 | 17 | 99 | 116 | 163 | 47 | 8 | 28 | 36 | 44 |

### Internationellt
| Källa: Uppdaterad: 2018-01-08 | Källa: Uppdaterad: 2018-01-08 | Källa: Uppdaterad: 2018-01-08 |         | Utv = Utvisningsminuter | Utv = Utvisningsminuter | Utv = Utvisningsminuter | Utv = Utvisningsminuter | Utv = Utvisningsminuter |
| År                            | Lag                           | Mästerskap                    | Matcher | Mål                     | Assists                 | Poäng                   | Utv                     |                         |
| ----------------------------- | ----------------------------- | ----------------------------- | ------- | ----------------------- | ----------------------- | ----------------------- | ----------------------- | ----------------------- |
| 2016                          | Kanada                        | JVM                           | 5       | 0                       | 2                       | 2                       | 2                       |                         |
| Junior totalt                 | Junior totalt                 | Junior totalt                 | 5       | 0                       | 2                       | 2                       | 2                       |                         |